# Савич, Слободанка
Слободанка (Данка) Савич (сербохорв. Слободанка Данка Савић / Slobodanka Danka Savić; 20 июня 1914, Свилайнац — 7 июня 1943, Яинцы, Белград) — участница Народно-освободительной войны Югославии. Сестра физика-ядерщика Павле Савича.

## Биография
Родилась 20 июня 1914 года в Свилайнаце. Родители — Петар и Ана Савич. В семье были ещё четверо детей: сыновья Павле, Любиша и Слободан и дочь Вера. Училась в Белграде на юридическом факультете университета, но бросила учёбу и устроилась в Народный банк Югославии. Под влиянием брата Павла вступила в революционное движение, стала членом Коммунистической партии Югославии. В довоенные годы работала в Союзе банковских, страховых, торговых и промышленных служащих Югославии.
После раздела территории Югославии странами оси в 1941 году вместе со своей семьёй Слободанка (она же Данка) вступила в партизанское движение Белграда. Она была назначена курьером Сербского краевого комитета КПЮ, отправляясь с донесениями в Пожаревац и Заечар, а также поддерживая связь с местными партизанскими и партийными организациями. В 1942 году в её доме недалеко от городского района Цветкова Пияца появилась конспиративная квартира для встреч партизан и хранения оборудования. В распоряжении партизан было два ротатора, на которых печатались агитационные материалы. За их работу отвечал участник гражданской войны в Испании Светислав Каначки, а также техники Славка Морич и Слободанка Савич.
В августе 1942 года в этом укрытии был напечатан первый выпуск газеты «Глас», органа печати Народного фронта Сербии тиражом 700 экземпляров, а также «Обращение к народу района Грочка». Печать шла ночью, материал для печати доставляла Брана Перович. Печатный материал прятали в коробках из-под консервов, в вёдрах с двойным дном и т. д. Дополнительно в укрытии хранилось различное оборудование и снабжение для партии, а также одежда для тех, кто должен был отправляться к партизанам. В дом Данки Савич приходили и курьеры с других территорий.
Агенты Специальной полиции заметили подозрительную активность перед домом Данки и решили отправиться на разведку. В ночь с 26 на 27 сентября 1942 года 20 агентов полиции окружило дом, где прятались Слободанка Савич и Славка Морич. Мать открыла дверь агентам и на время их задержала, пока Данка прятала Славку и часть материала (другую часть она уничтожила). В ходе обысков агенты конфисковали часть материала и арестовали Данку, хотя никакой подпольной типографии не смогли обнаружить.
В тюрьме на Джушиной улице Данку постоянно пытали, но она никого не выдавала. Члены партийной ячейки до конца были уверены в том, что Данка никого не выдаст, и через некоторое время вытащили из дома два ротатора, отдав их на хранение Марко Анафу. После многочисленных пыток Данку 30 декабря 1942 года отправили в лагерь Баница как узника I категории. 7 июня 1943 года Слободанка Савич вместе с ещё 300 людьми была расстреляна в Яинцах у Белграда. Среди расстрелянных были Леонтина Краус, Деса Лежаич, Надежда Янкович и многие другие.
Старший брат Данки Павле Савич и его супруга Бранка участвовали в войне, работая шифровщиками и дешифровщиками депеш при Верховном штабе НОАЮ. Павле был заместителем председателя Антифашистского вече народного освобождения Югославии, а после войны стал президентом института ядерных наук «Винча» и Сербской академии наук и искусств.
Улица Цветкова в районе Звездара, где был дом Данки Савич, переименована после войны в улицу Слободанки Данки Савич.